# نيكولاي غولوفانوف
نيكولاي سيميونوفيتش غولوفانوف (بالروسية: Никола́й Семёнович Голова́нов) ـ (21 يناير 1891 ـ 28 أغسطس 1953) هو مؤلف موسيقي وقائد أوركسترا سوفييتي، تولى العديد من المناصب الموسيقية الرفيعة في الاتحاد السوفييتي، وعمل طويلًا مع أوبرا البولشوي، وشارك في تأسيس أوركسترا أذربيجان السيمفونية الحكومية.
قاد غولوفانوف العروض الأولى لعدد من الأعمال الموسيقية، من بينها السيمفونية السادسة لنيكولاي مياسكوفسكي في مايو 1924، ومن مؤلفاته الموسيقية أوبرا «الأميرة يوراتا».

## الجوائز والتكريم
- لقب فنان الشعب السوفييتي.

## روابط خارجية
- نيكولاي غولوفانوف على موقع IMDb (الإنجليزية)
- نيكولاي غولوفانوف على موقع ميوزك برينز (الإنجليزية)
- نيكولاي غولوفانوف على موقع ديسكوغز (الإنجليزية)